# محمد نجيب بوليف
محمد نجيب بوليف (1964، طنجة) أستاذ الاقتصاد بجامعة عبد المالك السعدي بطنجة، خبير اقتصادي لدى عدة مؤسسات مالية دولية، من بينها البنك الدولي، وصندوق النقد الدولي، ومنظمة الأمن والتعاون الأوروبي، وجمعية الدول الفرنكفونية، والمنظمة العالمية لمحاربة الفساد. عضو بحزب العدالة والتنمية، انتخب نائبا برلمانيا لولايتين، وتقلد منصب وزير منتدب لدى رئيس الحكومة مكلف بالشؤون العامة والحكامة في 3 يناير 2012 في حكومة بنكيران الأولى. ثم في 10 أكتوبر 2013، تقلد منصب وزير منتدب مكلف بالنقل في حكومة بنكيران الثانية، وشغل نفس المنصب في حكومة العثماني الأولى إلى غاية 9 أكتوبر 2019.

## مسيرته
ولد محمد نجيب في وسط أسرة محافظة من قبائل جبالة الشمالية، والده رجل تعليم، التحق بوليف بالمدارس الابتدائية في سن الخامسة من عمره، حيث درس بإقليم الخميسات، ثم التحق بمدينة القنيطرة، حيث حصل على «الشهادة» بمعدل جد متفوق.
وقضى بوليف الثلاث سنوات الأولى من الإعدادي بإعدادية المختار السوسي بالقنيطرة. ثم انتقل مع أبيه 1977 إلى مدينة طنجة، حيث حصل على «البروفي» بإعدادية نوفو كوليج.

### التعليم العالي
بعد حصوله على الباكالوريا سنة 1981 بثانوية ابن الخطيب، انتقل لفرنسا وسنه لا تتعدى 16 سنة و8 أشهر، حصل هناك على الإجازة من جامعة روون، ثم على «الميتريز» في الاقتصاد القياسي، ثم «الميتريز» في تدبير المقاولات من جامعة ديجون، التحق بعدها بالمعهد الفرنسي للبترول بباريس، حيث تخرج منه في اقتصاد الطاقة سنة 1986، ثم انتقل لجامعة باريس 2، حيث حصل على الدكتوراه سنة 1989 في اقتصاد الطاقة.
واستكمل مشواره العلمي بالمغرب بالتحاقه بجامعة وجدة وحصوله على دكتوراه الدولة تخصص اقتصاد مالي من جامعة سيدي محمد بن عبد الله بفاس سنة 1996.

### مسيرته المهنية
عمل بوليف في شركة توتال البترولية كمحللا اقتصادي، ثم في شركة غاز فرنسا محللا اقتصاديا أيضا، بعدها انتقل إلى شركة باطريموان خبيرا اقتصاديا مكلفا بالدراسات والبحث.
وعمل استاذا للتعليم العالي في كلية الحقوق بوجدة، ثم بكلية الحقوق بطنجة، كما عمل استاذا في العديد من المدارس والمعاهد العليا المتخصصة.
وعمل بوليف رئيسا لشعبية الاقتصاد، ثم رئيسا لوحدة البحث والتكوين في السلك الثالث والدكتوراه، وعضوا في مجالس الكلية، ومجالس الجامعة، وكذلك عضوا في المكاتب النقابية لنقابة التعليم العالي، كما يعد خبيرا دوليا في مجال اقتصاد الطاقة والاقتصاد الإسلامي.

### النشاط السياسي
التحق بالجماعة الإسلامية سنة 1988، فحركة الإصلاح والتجديد ثم حركة التوحيد والإصلاح بعد أن حدث الاندماج بين رابطة المستقبل الإسلامي وحركة الإصلاح والتجديد سنة 1996، وتحمل مسؤول منطقة حركة الإصلاح والتجديد سنة 1992 بوجدة، ثم مسؤول جهوي لحركة الإصلاح والتجديد بجهة الشرق سنة 1994، وفي سنة 1996 كان مسؤولا جهويا لحركة التوحيد والإصلاح لجهة الشرق أيضا، ثم عضوا بمجلس الشورى لحركة التوحيد والإصلاح.
بدأ نشاطه السياسي بشكل فعلي مع ينة 1997 مع حزب الخطيب، الحركة الشعبية الدستورية الديمقراطية قبل أن يتحول إلى حزب العدالة والتنمية، فكان عضوا في مجلسه الوطني، وفي 2000 تحمل مسؤولية الكاتب الإقليمي لحزب العدالة والتنمية بطنجة، كما كان عضوا بالأمانة العامة.
فاز كوكيل لائحة حزب العدالة والتنمية لدائرة طنجة - أصيلة خلال استحقاقات 25 نوفمبر.

## مؤلفاته
له عدة مؤلفات، منها:
| المؤلفات                                                  | التاريخ |
| --------------------------------------------------------- | ------- |
| التطبيع الاقتصادي                                         | 1996    |
| التنظيم بين النظرية والتطبيق                              | 1998    |
| مقاربة اقتصادية لحرب الخليج الثالثة                       | 2003    |
| العالم العربي بين تحديات العولمة ومتطلبات التنمية         | 2003    |
| الاقتصاد الإسلامي ومساهمته في الاقتصاد السياسي المعاصر    | 2010    |
| الاستثمار والتمويل بالمغرب بين تحديات الواقع وضعف التشريع | 2010    |